# Jan Broman
Jan Inge Broman, född den 15 september 1965, är en svensk fotograf och entreprenör. Broman är känd för att tillsammans med sin bror Per Broman ha grundat Fotografiska i Stockholm.

## Biografi
Broman föddes 1965 och växte upp i Salem, Stockholms län.
År 2006 startade han tillsammans med sin bror Per Broman Fotomässan i Nacka Strand 2006. Tillsammans med sin bror grundade han 2010 även Fotografiska Stockholm. Han ledde öppnandet av Fotografiska Stockholm (2010), Fotografiska Tallinn (2019) och Fotografiska New York (2020). Broman lämnade Fotografiska under våren 2020.
Hösten 2021 lanserade Broman, tillsammans med Pelle Lydmar och fastighetsägaren Vasakronan, Sergelgatans konsthall. 2022 var han med och startade Picture This, en digital marknadsplats för fotografi. Våren 2022 öppnade Broman, tillsammans med partners från Grekland, Paradox Museum, ett nöjespalats för paradoxer i Stockholm.
Broman är bosatt i Nacka kommun, och är gift och två barn.

## Priser och utmärkelser (urval)
- Stora Turismpriset – 2010[12]
- Trendpriset – 2011[13]
- Dagens Industri, ”Årets Gasell Stockholm" – 2013
- Bild och Ord Akademin ”Encyklopedipris" – 2014[14]
- Natur & Kulturs kulturpris – 2015[15]
- Årets hederspris på Elle-galan – 2016[16]
- Årets förändringsledare – 2019[17]